# Josefa Ortíz de Domínguez, Campeche
Josefa Ortíz de Domínguez är en ort i Mexiko.   Den ligger i kommunen Calakmul och delstaten Campeche, i den östra delen av landet, 1 100 km öster om huvudstaden Mexico City. Josefa Ortíz de Domínguez ligger 168 meter över havet och antalet invånare är 215.
Terrängen runt Josefa Ortíz de Domínguez är huvudsakligen platt, men åt sydväst är den kuperad. Runt Josefa Ortíz de Domínguez är det mycket glesbefolkat, med 4 invånare per kvadratkilometer. Närmaste större samhälle är Cinco de Mayo, 13,6 km väster om Josefa Ortíz de Domínguez. I omgivningarna runt Josefa Ortíz de Domínguez växer i huvudsak städsegrön lövskog.